# リンス (ブラジル)
リンス（Lins）はブラジル・サンパウロ州中西部にある都市である。市民の呼称は「リネンセ（linense）」である。

## 歴史
20世紀初頭、カンペストレ川とサントアントニオチャペル（Capela de Santo Antônio）にちなみ、集落はサントアントニオ・ド・カンペストレと呼ばれていた。1908年、この地にノロエステ鉄道（pt:Estrada de Ferro Noroeste do Brasil）が開通し、それに伴ない地名を当時のサンパウロ州統領アルブケルケ・リンス（Albuquerque Lins）と同じリンスと改名した。
1913年、リンスはバウル市の行政区画に昇格する。1919年、リンス小教区が設置される。翌20年4月21日、市として独立する。
リンス管内に日本移民が初めて入植したのは1916年、バルボーザ植民地においてとされている。1929年には15年間ブラジルで暮らした元外交官の多羅間鉄輔がリンスに入植し、珈琲園の経営に当たった。
1951年に、明治天皇の孫・俊彦（東久邇宮稔彦王四男）が皇室離脱してブラジルに移民し、多羅間鉄輔未亡人のキヌの養子となり、多羅間俊彦としてリンスの農園を引き継いだことにより、大谷光暢夫妻、三笠宮崇仁親王夫妻、三島由紀夫など日本から多くの著名人がリンスを訪問した。

## 出身者
- ジョゼ・アントニオ・マルチンス・ガウボン - サッカー選手